# シャルル・ケクラン
シャルル・ルイ・ウジェーヌ・ケクラン（Charles Louis Eugène Koechlin, 1867年11月27日、パリ - 1950年12月31日、コート・ダジュール）はフランスの作曲家、音楽教師。ケックラン、ククラン、ケシュランとも表記されるが、ケクラン家のHPによるとフランス語で Kéklin つまり「ケクラン」（[keˈklɛ̃]）と発音する。

## 経歴
織物業を創業して成功した実業家の一族であるケクラン家の出身で、兄のダニエル・ケクラン（1845-1914）は画家になった。
15歳から作曲を始めたが、若くして徴兵された。病気で退役後の1889年からパリ音楽院でジュール・マスネ、ガブリエル・フォーレ、アンドレ・ジュダルジュに師事。その後、クロード・ドビュッシーのバレエ『カンマ』、フォーレの劇音楽『ペレアスとメリザンド』のオーケストレーションを担当。1937年にはスコラ・カントルムの教授に就任し、後にはアメリカやカナダでも教鞭を取った。
さまざまな形式により、作品番号226にいたる極めて多くの作品を残した。キップリングの『ジャングル・ブック』による一連の管弦楽曲、ピアノ五重奏曲・ホルンソナタ・オーボエソナタなどの室内楽曲、ピアノ曲、歌曲などが知られる。旋法を使うなど伝統的な音感覚の曲だけでなく、無調の曲も書いていて多様な作風を示すが、緩やかなテンポの静謐な楽曲に独自の特色がある。
また、「7人のスター交響曲」、「リリアン（・ハーヴェイ）のアルバム」などハリウッド映画に触発された作品も数多く残している。コール・ポーターの唯一のバレエ作品である「Within the Quota」のオーケストレーションも担当している。
教師としては、和声法及び対位法の著作を多く残した。弟子には、フランシス・プーランク、ジェルメーヌ・タイユフェールらがいる。

## 著作
日本で出版されているもの。
- 和声の変遷（清水脩／訳、音楽之友社）
  - この本はケクランによる『和声法』（全3巻）から、第2巻の「和声の変遷」だけを訳したものである。